# 스가와라 류노스케
스가와라 류노스케(일본어: 菅原 龍之助, 2000년 7월 28일~)는 일본의 축구 선수이다.

## 구단 경력
그는 2023년 J2리그의 베갈타 센다이에 입단했다. 2024년까지 21경기에 출전하여, 2득점을 넣었다. 2025년 J3리그의 도치기 SC로 이적했다.